# Plavuník
Plavuník (Diphasiastrum) je rod rostlin z čeledi plavuňovitých (Lycopodiaceae). Je úzce příbuzný s rodem plavuň a některými moderními systémy je do něho v jeho širokém pojetí zahrnován.

## Všeobecný popis
Plavuník má pseudomonopodiální větvení, sporofyl a trofofyl je tvarově rozlišený, výtrusnicový klas je vždy odlišen. Jeho listy jsou uspořádány do 4 řad a jsou šupinovité. Lodyhy jsou plazivé a sterilní větve zploštělé. Rostlina žije v kořenové symbióze s houbami, které jsou citlivé na znečištění. Proto je výskyt plavuníku ovlivněn čistotou životního prostředí.

## Rozšíření
Tento rod je rozšířen kosmopolitně, tedy ve všech podnebných pásech, ačkoli se nejvíce vyskytuje v arktických a boreálních oblastech severní polokoule. Na jihu se nachází v horách Jižní Ameriky, kde dosahuje nejjižnějšího bodu, v provincii Jujuy v severozápadní Argentině, na Nové Guineji a na ostrovech Marquesas v Tichém oceánu, ale je vázán na vlhké podnebí po většinu roku (v chladném podnebí je chráněn přes zimu vrstvou sněhu).
Rod Diphasiastrum obsahuje 16 druhů a četné křížence tohoto rodu. Mnohé z těchto hybridů jsou schopné dobré reprodukce, která jim zajišťuje častý výskyt.
Základní počet chromozomů pro tento rod je 23, což je výrazně odlišuje od ostatních plavuňovitých.

## Druhy v Česku

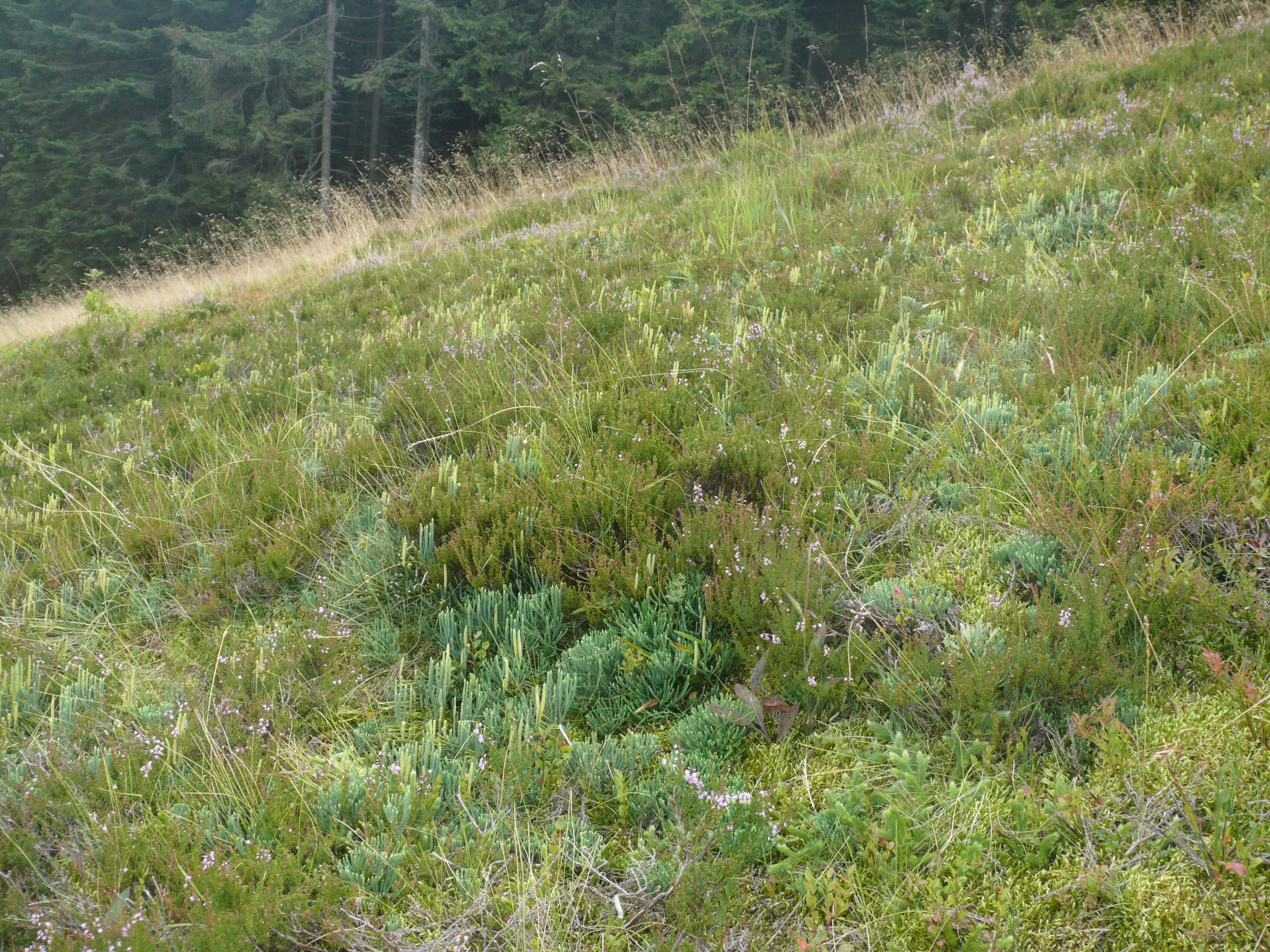
Porost plavuníků na typickém stanovišti v německém Schwarzwaldu

V České republice se vyskytuje 6 druhů plavuníků, z toho 3 základní druhy a 3 hybridogenní taxony vzniklé jejich vzájemným křížením. Často jsou vázány na disturbovaná stanoviště jako paseky po těžbě, sjezdovky, průseky, vřesoviště apod., rostou též ve světlejších, zpravidla jehličnatých lesích, nejvíce v oreofytiku a mezofytiku.
- Plavuník zploštělý (Diphasiastrum complanatum ) – Nejčastější z českých plavuníků. Roste obvykle na kyselých půdách v řídkých lesích a na vřesovištích podhorského až horského stupně. V květeně ČR silně ohrožený (C2b).[3]
- Plavuník cypřiškovitý (Diphasiastrum tristachyum)
- Plavuník alpínský (Diphasiastrum alpinum ) – Druh vázaný na alpínské bezlesí (vyfoukávané smilkové trávníky apod.). V ČR se vyskytuje jako silně ohrožený glaciální relikt, tedy druh, který se dochoval z období ledového a meziledového.[4]

- Plavuník Zeillerův (Diphasiastrum ×zeilleri )
- Plavuník Øellgaardův (Diphasiastrum ×oellgaardii)
- Plavuník Isslerův (Diphasiastrum ×issleri) – Roste na narušených plochách, vřesovištích, při okrajích jehličnatých lesů a spíše na chudých a kyselých půdách. V ČR kriticky ohrožený druh.[5]